# Antonio Fernandes Lopes
Antonio Fernandes Lopes (auch Antonio F. Lopes, * 1980 in Heilbronn) ist ein portugiesischer Unternehmer und Produzent in den Bereichen Film- und Musikproduktion sowie Filmsynchronisation. Er ist zudem als Komponist aktiv, unter anderem für Filmmusik.
Lopes schloss sein Master-Studium in Medieninformatik an der Hochschule Furtwangen im Jahr 2010 ab. Seit 2008 ist er als Synchronproduzent und seit 2020 als Unternehmer in der Unterhaltungsbranche mit dem Film- und Synchronstudio HNYWOOD tätig.

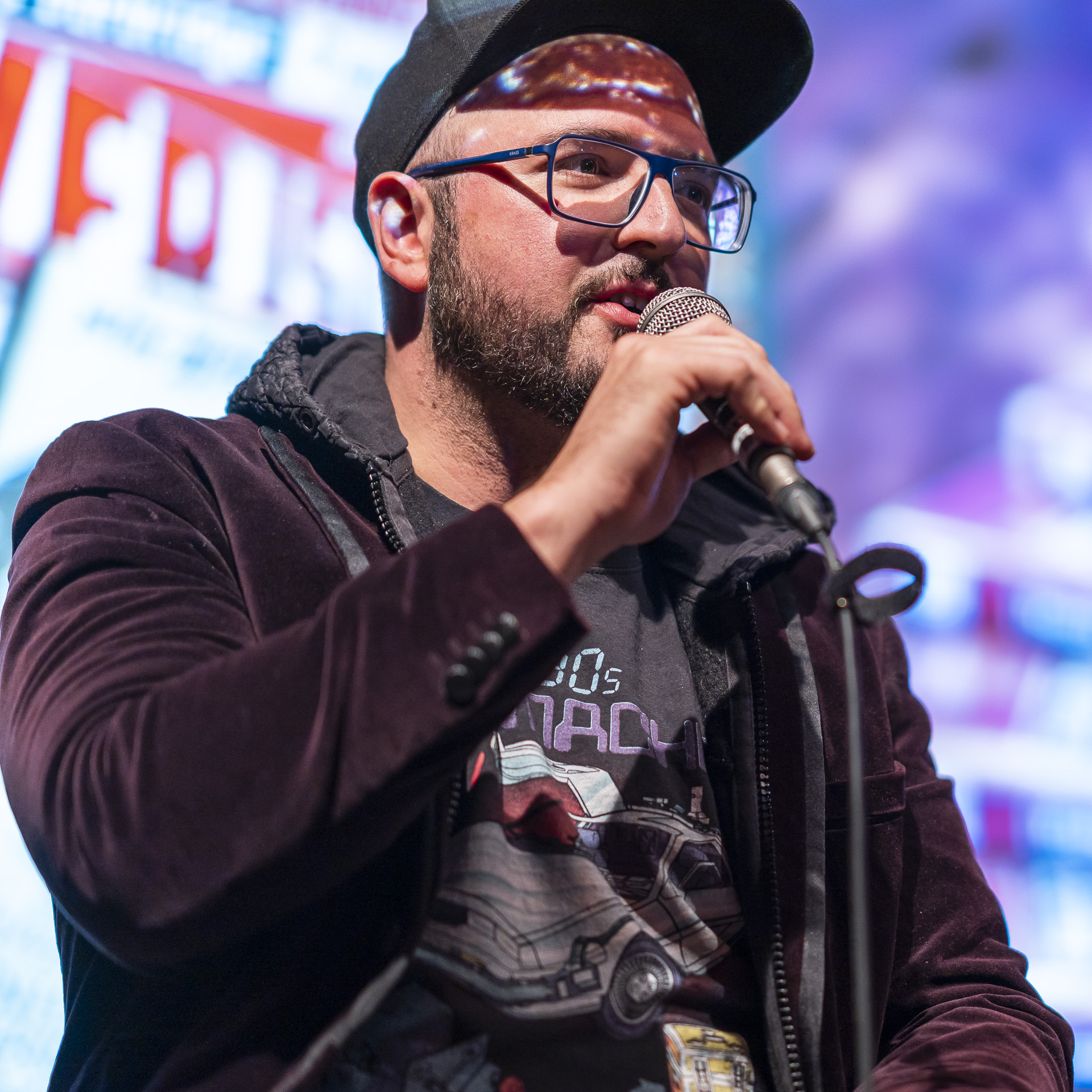

## Filmsynchronisation
Im Jahr 2008 gründete Lopes das Ton- und Synchronstudio LAB SIX sound & media.
Dieses ging Ende 2020 im Film- und Synchronstudio HNYWOOD über, das er seitdem zusammen mit dem Regisseur und Autor Andreas Kröneck betreibt.
Größere Bekanntheit auch in der Synchronbranche erlangte Lopes mit der Neusynchronisation von Teilen der populären US-amerikanischen Westernserie Am Fuß der blauen Berge (1959). Zudem hat Lopes die deutsche Sprachfassung für den italienischen Giallo-Klassiker von Pupi Avati Das Haus der lachenden Fenster (Originaltitel: La casa dalle finistre che ridono, 1974) produziert.
Darüber hinaus zeichnet Lopes verantwortlich für die Synchronisationen der britischen Kriminal-Klassiker von Francis Durbridge Paul Temple und der Fall Marquis (Originaltitel: Paul Temple Returns, 1952), Wer ist Rex? (Originaltitel: Calling Paul Temple, 1948) und Der grüne Finger (Originaltitel: Send for Paul Temple, 1946).
Bei den o.a. und anderen Werken wandte Lopes mangels IT-Spuren (Internationaler Ton, engl. M&E für Music & Environment) eine Audioschnitt-Technik an, bei der aus den OT-Spuren (Originalton) die Sprachanteile vollständig raus geschnitten und mit passenden Klängen und Foleys gefüllt werden. Hierfür komponierte Lopes frei nach Gehör auch Teile der Filmmusik mit digitalen Instrumenten nach.
Lopes ist gelegentlich auch als Synchronsprecher tätig. Er lieh u. a. in der Neusynchronisation der Pilotfolge der Serie Mein Onkel vom Mars (1963–1966) seine Stimme Bill Bixby. Im englischen Krimi Agatha Christie: Blausäure (Sparkling Cyanide, Fernsehfilm UK, 2003) synchronisierte er den britischen Schauspieler Dominic Cooper.

## Spielfilme
Zusammen mit dem Regisseur Andreas Kröneck schrieb und produzierte Lopes die deutsche Filmkomödie Faustdick (2022), die während des ersten Lockdowns der Corona-Pandemie im Frühjahr 2020 deutschlandweit in zahlreichen Autokinos zu sehen war. Hierfür wirkte Lopes auch vor der Kamera mit.
2024 war er als Produzent und Komponist an dem Thriller Raub ihren Atem maßgeblich beteiligt.

## Hörspiele
Im Jahr 2022 – genau 55 Jahre nach dem letzten WDR-Hörspiel Paul Temple und der Fall Alex – startete HNYWOOD im Auftrag von PIDAX eine neue Hörspielreihe des Roman- und Hörspieldetektivs Paul Temple von Francis Durbridge. Hierbei führte Lopes Regie und zeichnete verantwortlich für die vollständigen klanglichen Umsetzungen.
- Paul Temple und der Fall Valentine (2022)
- Paul Temple und der Fall McRoy (2022)
- Paul Temple und der Fall Westfield (2022)

## Filmmusik
Lopes spielt seit seinem sechsten Lebensjahr verschiedene Tasteninstrumente. Mit 14 begann er Musik am und mit dem Computer zu produzieren. Er komponierte bereits zahlreiche Musiken für Kurz- und Langfilme, Kinofilme, Dokus, Hörspiele, Industrie- und Imagefilme für Unternehmen sowie Werbung.

## Musikalische Werke
Lang- und Dokumentarfilme (Auswahl):
- Raub ihren Atem (2024)
- Faustdick (2022)
- Heilbronn – Geschichte einer Stadt (2017)
- Angekommen (2010)

Hörspiele:
- Paul Temple und der Fall Valentine (2022)
- Paul Temple und der Fall McRoy (2022)
- Paul Temple und der Fall Westfiled (2022)

Image- und Industriefilme / Werbung (Auswahl):
- Mercedes-Benz-Museum
- Beyerdynamic
- Experimenta Heilbronn
- Zeag Energie AG
- Marbach Group

## Privates
Lopes lebt in Heilbronn. Er ist verheiratet und hat eine Tochter.